# Келдарское
Келдарское — пресноводное озеро в Заполярном районе на юго-западе Ненецкого автономного округа, расположено недалеко от границы с Усть-Цилемским районом Республики Коми, в правобережье среднего течения реки Косма.

## Общие сведения
Площадь озера 4,8 км². Высота над уровнем моря — 109,5 м. Протяжённость озера 7,4 км, в южной части ширина достигает 1,2 км. Площадь водосбора составляет 32,4 км2.

## Описание
Косминское озеро имеет форму, вытянутую в меридиональном направлении, береговая линия умеренно изрезана. На юге впадают два ручья, вытекает протока Келдарская Виска, впадающая в Косму и относящаяся к бассейну Баренцева моря. Два острова в южной и средней части. К югу лежит болото Колодливое с находящимися в нём озёрами Среднее Колодливое и Верхнее Колодливое. Берега низкие, на западе покрытые смешанным елово-берёзовым лесом, на востоке — преимущественно заболоченные..